# 1968年グルノーブルオリンピックの日本選手団
1968年グルノーブルオリンピックの日本選手団（1968ねんグルノーブルオリンピックのにほんせんしゅだん）は、1968年2月6日から2月18日まで開催された1968年グルノーブルオリンピック（冬季）の日本選手団、およびその競技結果。選手所属は1968年当時のもの。
4年後に自国開催となる札幌オリンピックを控えて、冬季オリンピックでの日本選手団としては、これまでで最大の選手62人、役員を含めて78人が参加したが、入賞者は1人も出せずに惨敗に終わった。

## 概要
- 人員：78人（選手62人、役員16人）
主将：佐藤和男（クロスカントリースキー）
旗手：金入孝明（アイスホッケー）
- 結団式：1月13日（岸記念体育会館）
- 解団式：2月22日（岸記念体育会館）

## スキー
監督：龍田峻次

コーチ：山本謙一

コーチ：島田和明

### アルペンスキー
- 丸山寿一（早稲田大学）
  - 男子滑降：64位（2分19秒33）
- 丸山仁也（西沢スキー）
  - 男子滑降：59位（2分18秒04）
- 気田義也（北海道拓殖銀行）
  - 男子回転：失格
- 佐々木富雄（早稲田大学）
  - 男子回転：失格
- 福原吉春（ゴールドウィン）
  - 男子回転：予選失格
  - 男子滑降：54位（2分14秒09）
  - 男子大回転：50位（3分51秒47）
- 野戸恒男（日本楽器）
  - 男子回転：失格
  - 男子滑降：45位（2分10秒22）
  - 男子大回転：40位（3分46秒65）
- 大杖美保子（日本大学）
  - 女子回転：31位（1分51秒7）
  - 女子滑降：34位（1分51秒0）
  - 女子大回転：36位（2分10秒61）

### クロスカントリースキー
- 奥芝外雄（日本大学）
  - 男子50km：棄権
- 佐藤常貴雄（自衛隊）
  - 男子15km：50位（53分41秒2）
  - 男子30km：33位（1時間43分13秒8）
  - 男子50km：29位（2時間40分00秒5）
- 佐藤和男（東洋高圧工業）
  - 男子15km：途中棄権
  - 男子30km：45位（1時間46分12秒4）
  - 男子50km：38位（2時間45分09秒4）
- 小川弘（日本大学）
  - 男子15km：65位（59分55秒4）
- 松岡昭義（早稲田大学）
  - 男子15km：53位（54分46秒2）
  - 男子50km：棄権
- 奥芝外雄・佐藤和男・佐藤常貴雄・松岡昭義
  - 男子4×10kmリレー：10位（2時間20分54秒8）
- 加藤富士子（三島ゴム）
  - 女子5km：23位（18分28秒2）
  - 女子10km：32位（40分40秒0）

### スキージャンプ
- 笠谷幸生（ニッカ）
  - 70m級個人：23位（196.4）
  - 90m級個人：20位（191.1）
- 金野昭次（北海道拓銀）
  - 70m級個人：24位（196.3）
  - 90m級個人：20位（191.1）
- 青地清二（雪印乳業）
  - 90m級個人：26位（185.0）
- 浅利正勝（明治大学）
  - 70m級個人：47位（169.8）
- 藤沢隆（国土計画）
  - 70m級個人：26位（194.5）
  - 90m級個人：18位（192.7）
- 杉本政徳（早稲田大学）
  - 出場せず

### ノルディック複合
- 須藤正敏（早稲田大学）
  - 個人：31位（359.03）
- 大久保勝利（北信通建）
  - 個人：24位（382.273）
- 谷口明見（国鉄）
  - 個人：23位（383.14）
- 板垣宏志（明治大学）
  - 個人：10位（414.65）

## スケート

### スピードスケート
監督：高林三郎

コーチ：佐藤恒夫

- 出町嘉明（コカ・コーラ）
  - 男子5000m：21位（7分55秒6）
  - 男子10000m：22位（16分54秒6）
- 出嶋民雄（立教大学）
  - 男子500m：33位（42秒6）
- 石幡忠雄（三協精機）
  - 男子1500m：30位（2分12秒7）
  - 男子5000m：22位（7分55秒8）
- 前田睦彦（明治大学）
  - 男子1500m：40位（2分14秒8）
  - 男子5000m：33位（8分08秒3）
- 大塚博文（専修大学）
  - 男子10000m：28位（17分38秒8）
- 肥田隆行（三協精機）
  - 男子500m：37位（42秒9）
- 鈴木惠一（国土計画）
  - 男子500m：8位（40秒8）
  - 男子1500m：31位（2分13秒1）
- 鈴木正樹（王子製紙）
  - 男子500m：15位（41秒2）
  - 男子1500m：40位（2分14秒8）
- 武田美佐江（三協精機）
  - 女子500m：25位（49秒4）
  - 女子1000m：25位（1分40秒4）
- 井出かなめ（三協精機）
  - 女子500m：27位（50秒0）
  - 女子1500m：22位（2分34秒3）
  - 女子3000m：21位（5分27秒9）
- 斎藤幸子（東洋大学）
  - 女子500m：途中棄権
  - 女子1000m：26位（1分41秒0）
  - 女子1500m：18位（2分31秒4）
- 斎藤実子（三協精機）
  - 女子1500m：26位（2分36秒6）
  - 女子3000m：20位（5分27秒8）

### フィギュアスケート
監督：木村司

- 小塚嗣彦（早稲田大学）
  - 男子シングル：21位
- 樋口豊（明星学園高）
  - 男子シングル：25位
- 大川久美子（関西大学）
  - 女子シングル：8位
- 山下一美（関西学院大学）
  - 女子シングル：14位
- 石田治子（同志社大学）
  - 女子シングル：26位

## バイアスロン
監督：桑本平八

- 奥山省三（自衛隊）
  - 男子20km：34位（1時間28分51秒0）
- 吉村一（自衛隊）
  - 男子20km：42位（1時間32分05秒5）
- 渋谷幹（自衛隊）
  - 男子20km：28位（1時間27分37秒1）
- 大野公（自衛隊）
  - 男子20km：33位（1時間28分47秒8）
- 大野公・奥山省三・渋谷幹・吉村一
  - 団体：13位（2時間35分21秒0）

## アイスホッケー
監督：今田祐三

コーチ：小野悳

- 伊藤実（岩倉組）
- 岩本宏二（岩倉組）
- 岡島徹（岩倉組）
- 秋葉武士（岩倉組）
- 蛯名豊（岩倉組）
- 松田一夫（岩倉組）
- 高島守（王子製紙）
- 引木孝夫（王子製紙）
- 工藤公久（王子製紙）
- 荒城信弘（王子製紙）
- 佐藤道博（岩倉組）
- 浅井功（岩倉組）
- 板橋亨（岩倉組）
- 島谷部健司（王子製紙）
- 金入孝明（王子製紙）
- 葛西久（西武鉄道）
- 森島勝司（岩倉組）
- 大坪利満（王子製紙）
  - 10位

## 本部役員
- 団長：西田信一
- 総務：伊黒正次
- 庶務：桜井憲幸
- 会計：樽味久行
- ドクター：矢橋健一

## 視察員
- ボブスレー：関哲
- リュージュ：武村富美晴